# Baum und Blatt
Baum und Blatt (englischer Originaltitel: Tree and Leaf) ist ein Buch des britischen Schriftstellers und Philologen J. R. R. Tolkien. Illustriert von Pauline Baynes wurde es 1964 vom Verlag George Allen & Unwin in London herausgegeben.

## Inhalt
Die Erstausgabe von Tree and Leaf fasste zwei unterschiedliche Werke Tolkiens zusammen. Zum einen die Essays On Fairy-Stories („Über Märchen“ oder „Fabelhafte Geschichten“) und zum anderen die Erzählung Leaf by Niggle („Blatt von Tüftler“). Die 1988er Neuauflage wurde durch Anmerkungen Christopher Tolkiens und das Gedicht Mythopoeia ergänzt, welches Tolkien als Reaktion auf die Aussage von C. S. Lewis „Mythen seien ‘lies breathed through silver’ (Lügen geatmet durch Silber).“ für diesen verfasste. Die englischsprachige Ausgabe von 2001 nahm auch noch die Erzählung The Homecoming of Beorhtnoth Beorhthelm’s Son (von 1953) auf. Geschrieben wurde das Essay um 1938/1939, Tree and Leaf etwa 1943.
Das Kapitel zu On Fairy-Stories beginnt mit den Worten:

“I propose to speak about fairy-stories, though I am aware that this is a rash adventure. Faerie is a perilous land, and in it are pitfalls for the unwary and dungeons for the overbold. And overbold I may be accounted, for though I have been a lover of fairy-stories since I learned to read, and have at times thought about them, I have not studied them professionally. I have been hardly more than a wandering explorer (or trespasser) in the land, full of wonder but not of information.”

„Ich schlage vor, über Märchengeschichten zu sprechen, obwohl ich mir bewusst bin, dass dies ein gewagtes Abenteuer ist. Faerie ist ein gefährliches Land, in ihm gibt es Fallstricke für den unvorsichtigen und Dungeons für den verwegenen. Und mutig mag ich wohl sein, denn obwohl ich ein Liebhaber von Märchengeschichten bin seit ich lesen gelernt habe, und ich oftmals über sie nachdachte, so habe ich sie doch nicht professionell studiert. Ich war kaum mehr als ein wandernder Forscher (oder Eindringling) in dem Land, voller Wunder, aber nicht voller Informationen.“

Tolkien befasst sich in dem Essay mit den Fragen, was sind eigentlich Märchengeschichten, wo liegen ihre Ursprünge und welchem Zweck dienen sie. Die letztere sieht er hierbei als die wichtigste der drei Fragen an.
Er beginnt zunächst mit der Erklärung des Märchenbegriffes nach dem Oxford English Dictionary. Er schreibt über die unterschiedlichen Formen von Geschichten, über Feen in Shakespeares Mittsommernachtstraum ebenso wie über Grimms Märchen oder walisisch, gaelische Erzählungen. Das Essay befasst sich mit der Märchenerzählung als Form der Literatur und wurde ursprünglich für einen Vortrag an der University of St Andrews in Schottland verfasst. Tolkien wollte dabei auch aufzeigen, dass Märchen nicht ausschließlich an ein kindliches Publikum gerichtet sind.